# Millicent Leveson-Gower
Millicent Sutherland-Leveson-Gower (Dysart, 20 oktober 1867 - Orriule, 20 augustus 1955) was een Brits sociaal-hervormer en auteur.

## Biografie
Ze werd geboren als Millicent Fanny St. Clair-Erskine in Schotland als de dochter van de politicus Robert St. Clair-Erskine en Blanche FitzRoy. Haar moeder was eerder gehuwd geweest met Charles Maynard en een van haar halfzussen was Daisy Greville. In 1882 huwde ze met Cromartie Sutherland-Leveson-Gower, toen nog markies van Stafford. Leveson-Gower kreeg in totaal vier kinderen bij haar eerste echtgenoot. Als de familie in Londen was verbleven ze vaak in Stafford House en daar werden regelmatig bijeenkomsten gehouden voor de high society van Londen. Leveson-Gower wist ook een reputatie te vestigen als sociaal-hervormer, maar wel in mindere mate dan haar halfzus. Ze zette zich in voor betere werkomstandigheden van de pottenbakkers. Bij de kroning van de Eduard VII was zij een van de baldakijndragers.
Na het uitbreken van de Eerste Wereldoorlog in 1914 organiseerde ze een ambulance-eenheid die opereerde tijdens het beleg van Namen. Toen ze achter de vijandelijke linies raakte, wist Leveson-Gower te ontsnappen naar Engeland. In oktober keerde ze terug naar het front en gaf ze leiding aan de veldhospitalen in Noord-Frankrijk. Uiteindelijk belandde ze met haar eenheid in juni 1918 in Roubaix. Voor haar verdiensten tijdens de oorlog werd ze gedecoreerd met het Franse Croix de guerre en de Britse Orde van het Rode Kruis.

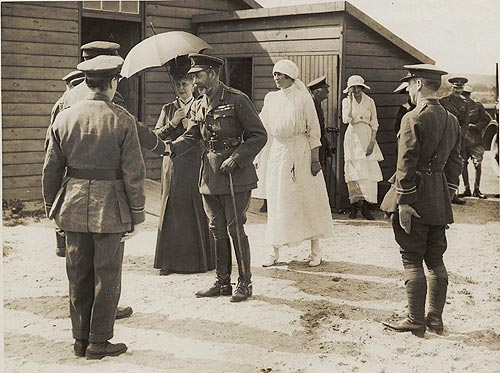
Koning George V en Mary van Teck bezoeken het hospitaal van Leveson Gower in 1915

In 1914 huwde ze met majoor Percy FitGerald nadat haar eerste echtgenoot twee jaar eerder was overleden. Het huwelijk werd in 1919 weer ontbonden wegens zijn ontrouw. Millicent Leveson-Gower hertrouwde datzelfde jaar nog met luitenant-kolonel George Hawes, maar ook dit was een ongelukkig huwelijk, vanwege de homoseksualiteit van haar echtgenoot. Het tweetal scheidde in 1925. In de jaren twintig en dertig verbleef ze veel in Frankrijk. In 1940 leefde ze in de omgeving van Angers, maar ze werd door de Duitsers gevangen genomen tijdens de slag om Frankrijk. Toch wist ze Frankrijk te ontvluchten en via Spanje en Portugal kwam ze in de Verenigde Staten terecht. Na de oorlog keerde ze weer terug naar Parijs.
Ze overleed in 1955 en Orriule, in het zuiden van Frankrijk. Ze werd gecremeerd op het Cimetière du Père-Lachaise en haar as werd bijgezet in het privékerkhof van de Sutherlands bij Dunrobin Castle.